# قائمة المدانين بجرائم حرب
قائمة المدانين بجرائم حرب هي القائمة التي تحتوي على الأشخاص الذين اتهموا وأدينوا بكونهم مجرمي حرب وبأنهم نفذوا جرائم الحرب وفقا لآداب وقواعد الحرب على النحو المحدد في محكمة نورنبيرغ بعد الحرب العالمية الثانية فضلاً عن الاتفاقيات السابقة التي حددتها مؤتمرات لاهاي لعامى 1899 و1907، وميثاق بريان كيلوج عام 1928، واتفاقيات جينيف لعام 1929 وعام 1949.

## قائمة المدانين
- بنيامين نتنياهو (1949) رئيس وزراء إسرائيل  ( فلسطين المحتلة ) ومجرم حرب علي الفلسطنين في حرب الحرب الفلسطينية الإسرائيلية 2023
- ألبرت دويتشر (توفي عام 1981) (Albert Deutscher)، عضو في مجموعة شبه عسكرية نازية.
- أندريجا آرتوكوفيك (1899-1988)(Andrija Artuković)، وزير العدل والشؤون الداخلية الكرواتية، وحكم عليه بالإعدام، ولكنه توفي قبل التنفيذ.
- أدولف أيخمان (1906-1962) ،عضوبالشرطة السرية الألمانية.
- إيتيان (ولد 1950) (Étienne Nzabonimana)، رجل أعمال رواندي شارك في عمليات الإبادة الجماعية في رواندا.
- إيرتش فون ديم باخ (1899-1972) (Erich von dem Bach)، عضو بالحكومة الألمانية وأيضاً عضو بالبوليس السري الألماني
- الفريد موسيما (ولد 1949) (Alfred Musema)، رجل أعمال رواندي شارك في الإبادة الجماعية في رواندا.
- أنور باشا (Enver Pasha) عثماني، وزير الحرب، وحكم عليه بالإعدام.
- اوتو آمبروس (Otto Ambros)، عضو بالحكومة الألمانية الرسمية.
- اوتو ديتريش (1898-1957) (Otto Dietrich)، السكرتير الصحفي الشخصي لأدولف هتلر.
- ايون أنتونيسكو (1882-1946) (lon Antonescu)، مشير روماني تثبت ادانته من قبل المحاكم الشعبية الرومانية، حكم عليه بالإعدام.
- بيترو كاروسو (توفي عام 1944)(Pierto Caruso)، رئيس الشرطة الإيطالية بروما.
- بيليانا بلافسيتش (ولد عام 1930) (Biljana Plavšić)، من صرب البوسنة، سياسي والرئيس السابق للجمهورية صربسكا، حكم عليه بالسجن لمدة 11 سنة.
- تيهومير بلاشكيتش (ولد عام 1960)(Tihomir Blaškić)، كرواتي بوسني، حكم عليه 45 عاماً، تغيرت إلى 9 سنوات بعد استئناف.
- جاكي أوركلوف (ولد عام 1973) (Jackie Arklöv)، سويدي مرتزق قاتل على الجانب الكرواتي في الحرب البوسنية، حكم عليه بالسجن لمدة 8 سنوات.
- جان اكاييسو (ولد 1953) (Jean Akayesu)، الحركة الديمقراطية الجمهورية الرواندية والسياسي والعمدة من طابا المحلية، وحكم عليه بالسجن مدى الحياة.
- جان باتيست جاتيتي (ولد عام 1953) (Jean-Baptiste Gatete)، سياسي رواندي من المسؤولين عن الإبادة الجماعية في رواندا.
- جان كامباندا (ولد عام 1955) (Jean Kambanda)، رئيس الوزراء الرواندي ومن المشاركين في عمليات الإبادة الجماعية في رواندا.
- جوزيف آليتسوتر (ولد عام 1960) (Josef Altsotter)، مسؤول في وزارة العدل الالمانيه.
- جوزيف ديتريش (سيب ديتريش) (ولد عام 1893) (Joseph Dietrich) ،الحارس الشخصي لأدولف هتلر النازي وقائد الأمن.
- جوني بول كوروما (ولد عام 1960) (Johnny Paul Koromah)، من سيراليون، ضابط في الجيش وشارك في محاولة انقلاب 1996 ضد حكومة الرئيس أحمد تيجان كباح.
- حازم ديليتش (Hazim Delić)، مسلم بوسني حكم عليه بالسجن 18 سنة بسسب معسكر سجن شيليبيتشي.
- دامير دوزين (ولد 1967) (Damir Došen)، من صرب البوسنة، حكم عليه بالسجن 5 سنوات لمعسكر كيراتيرم.
- درازين إرديموفيتش (ولد عام 1972) (Dražen Erdemović)، من كروات البوسنة قاتل القوات الصربية وحكم عليه بالسجن 5 سنوات لجريمة مزرعة بيليكا (جزء من مذبحة سربرنيتشا).
- رانكو (ولد عام 1964) (Ranko Česić)، صربي بوسني حكم عليه لمدة 18 عاماً لمجزرة مقاطعة برتشكو.
- رودولف براندت (1909-1948) (Rudolf Brandt)، امين هاينريش هيملر.
- زلاتكو الكسوفسكي (ولد عام 1960) (Zlatko Aleksovski)، قائد كروات البوسنة من السجن، وحكم عليه 7 سنوات.[1]
- سالومون موريل (ولد عام 1919) (Salomon Morel)، بولندي، متعاون والقائد السوفياتي في معسكر (zgoda) للعمل القصري.
- ستانيسلاف غاليتش (Stanislav Galić)، قائد صرب البوسنة في حصار سراييفو، حكم عليه 20 سنة وقد تغير الحكم إلى السجن مدى الحياة.
- سيرا دي كرون (Sera de Croon)، مجرم حرب هولندي الجنسية.
- طلعت باشا (Talat Pasha)، عثماني، وزير الشؤون الداخلية، وحكم عليه بالإعدام.
- عمر خضر (Omar Khadr) المولود في 19 أيلول / سبتمبر 1986 الكندي الجنسية ومن أصل مصري معتقل في معتقل جوانتانامو. أسر من قبل القوات الأميركية في أفغانستان نتيجة اشتباك بين هذه القوات وجماعات يشتبه بكونها من تنظيم القاعدة. سيقدم عمر خضر للمحاكمة أمام الفضاء الأميركي الخاص بجرائم حربية بتهمة تسببه بقتل جندي أميركي وجرح آخرين.
- علي حسن المجيد الشهير بـ «علي الكيماوي» (30 نوفمبر 1941 - 25 يناير 2010)، ابن عم الرئيس العراقي الراحل صدام حسين وأحد قياديي حزب البعث ووزير الدفاع العراقي في منتصف تسعينات القرن العشرين، ولقب بعلي الكيماوي كناية عن استعماله الأسلحة الكيماوية.
- جوزيف غوبلز (1897-1948)، وزير الدعاية السياسية في عهد أدولف هتلر وألمانيا النازية، وأحد أبرز أفراد حكومة هتلر لقدراته الخطابية.
- هيرمان غورينغ (1893-1946)، من أبرز قيادات ألمانيا النازية، والأب الروحي لجهاز الشرطة السرية "جيستابو"، وأحد أبرز مهندسي ألمانيا النازية.
- فرانز فون بابين (1879-1969) (Franz von Papen)، الدبلوماسي الألماني ونائب المستشار.
- فريدريش بيرغر (Friedrich Berger)، ضابط بالشرطة السرية الألمانية.
- فينكو مارتينوفيتش (ولد عام 1963) (Vinko Martinović)، كرواتي بوسني، حكم عليه بـ 18 سنة.
- فرانك هانز(frank hans) (1900-1946) الحكم النازي الوحشي لبولندا خلال الحرب العالمية الثانية، وقائد عهد الإرهاب الألماني هناك، نفد فرانك برنامجا لقتل كل بولندي عدا أولئك الذي رأى النازي أنه بحاجة إلى تسخيرهم لصالح ألمانيا، وقد كتب فرانك في مذكراته (أحتاج إلى طن من الورق كي أسجل لكم عليه الذين قتلتهم من البولنديين).
- رادوفان كاراديتش (ولد 1945)، سياسي صربي ظل فاراً من وجه العدالة بعد تنحيه من مناصبه الحكومية طوال 13 عامأً حتى تم اعتقاله في 21 يوليو 2008.
- كارل براندت (1904-1948)(Karl Brandt)، المفوض الألماني المسؤول عن الصحة.
- كمال باشا(Cemal Pasha)، عثماني، وزير الداخلية وحكم عليه بالإعدام.
- ليندي انجلاند (ولدت عام 1982) (Lynndie England)، مجندة أمريكية أدينت بالتعذيب وسوء معاملة السجناء بفضيحة سجن أبو غريب.
- ملادن ناليتيليتش (ولد عام 1946) (Mladen Naletilić)، كرواتي بوسني، حكم عليه 20 سنة.
- موتو اكيرا(1883-1948) (Muto Akira)، قائد بالجيش الياباني، وحكم عليه بالإعدام.
- مومتشيلو كرايشنيك (Momčilo Krajišnik)، سياسي صربي بوسني، حكم عليهما بالسجن لمدة 27 سنة.
- ميروسلاف برالو (ولد عام 1967)(Miroslav Bralo)، كرواتي بوسني عضو بفصيلة مكافحة الإرهاب "النكاتون"، حكم عليهما بالسجن لمدة 20 عاما.
- ميل مركسيتش (ولد عام 1947) (Mile Mrkšić)، صربي، أدين لمدة 20 عاماً لمجزرة فوكوفار (Vukovar massacre).
- ميلان بابيتش (1956-2006) (Milan Babić)، كرواتي صربي، رئيس وزراء جمهورية كرايينا الصربية، وبعد الاتفاق حكم عليه بـ13 عاماً.
- ميلان مارتيتش (ولد عام 1954) (Milan Martić)، الرئيس ووزير الدفاع عن الصرب الكروات أثناء حرب استقلال كرواتيا، حكم عليه بالسجن لمدة 35 سنة.
- ميلوراد كرنوييلاتس (Milorad Krnojelac)، صربي بوسني، حكم عليه 7.5 سنة بسبب مذابح الفوتشا. وبعد الاستئناف، زيدت هذه العقوبة إلى 15 سنة.
- سلوبودان ميلوسيفيتش (1941-2006)، اتهم بارتكاب جرائم حرب ضد المسلمين في إقليم كوسوفا والبوسنة وكرواتيا ومن أشهر جرائمه مذبحة سربرينيتشا عام 1995 بالبوسنة والتي راح ضحيتها 8000 مسلم. في 11 مارس/آذار 2006 عثر عليه ميتا في مركز الاعتقال الذي كان محتجزاً به في لاهاي.
- ميهاي أنتونيسكو(1907-1946) (Mihai Antonescu)، عضو بالحكومة الرومانية الرسمية، ثبتت إدانته من قبل المحاكم الشعبية الرومانيه، حكم عليه بالإعدام.
- هانز إبينجير (1879-1946) (Hans Eppinger)، طبيب نمساوي ممن أدوا تجارب طبية على السجناء في معسكرات الاعتقال داخاو.
- هاينريش اوتو أبيتز (Heinrich Otto Abetz) (1903-1958)، سفير ألمانيا وفرنسا وحكم عليه بـ 20 عاماً.
- هاينريش بنكي (Heinrich Bunke)، طبيب ألماني شارك في القتل الرحيم للمعاقين في 1940-1941.
- أدولف هتلر (1889-1945)، رئيس ألمانيا النازية وأدين في محكمة نورنبيرغ.
- رودلف هس (1894-1987)، من أعلام ألمانيا النازية نائب هتلر في الحزب النازي.
- هنري فيليب (1856-1951) (Henri Philippe Petain)، مارشال فرنسي ورئيس التعاونيه "فرنسا فيشي"، وحكم عليه بالإعدام أولا، ثم خفف إلى السجن مدى الحياة.
- هيروشي اوشيما (1886-1975)(Hiroshi Oshima)، السفير الياباني في ألمانيا.
- هاينريش هيملر (1900-1945)، قائد في الشرطة السرية الألمانية.
- ويليام كالي (ولد عام 1943) (William Calley)، الجندي الأمريكي الوحيد المدان رسميا بالمسوؤلية عن مجزرة ماي لاي.
- يوري بادانوف (Yuri Budanov)، موظف حكومي روسي مدان بارتكاب جرائم حرب ضد السكان المدنيين في الشيشان.
- يوهان بيتر فابر (Pieter Johan Faber)، مجرم حرب هولندي.
- بنيامين نتنياهو (Benjamin Netanyahu) مجرم حرب اسرائيلي مدان بارتكاب الإبادة الجماعية الحاصلة في قطاع غزة

## مواضيع ذات صلة
- جريمة حرب.
- المحكمة الجنائية الدولية.
- الإبادة الجماعية.
- لويس مورينو اوكامبو.
- جرائم ضد الإنسانية.
- جرائم حرب أمريكية

## وصلات خارجية
- قائمة بمجرمي حرب إسرائليين